# Фінн Батчер
Фінн Батчер (1995 , Данідін ) — новозеландський веслувальник, олімпійський чемпіон 2024 року.

## Виступи на Олімпіадах
| Олімпіада  | Дисципліна        | Місце |
| ---------- | ----------------- | ----- |
| Париж 2024 | байдарки-одиночки | 19    |
| Париж 2024 | байдарки-крос     | 1     |

## Зовнішні посилання
- Фінн Батчер на сайті International Canoe Federation (англійська)
- Фінн Батчер на сайті New Zealand Olympic Committee (англійська)